# Вулканы Польши

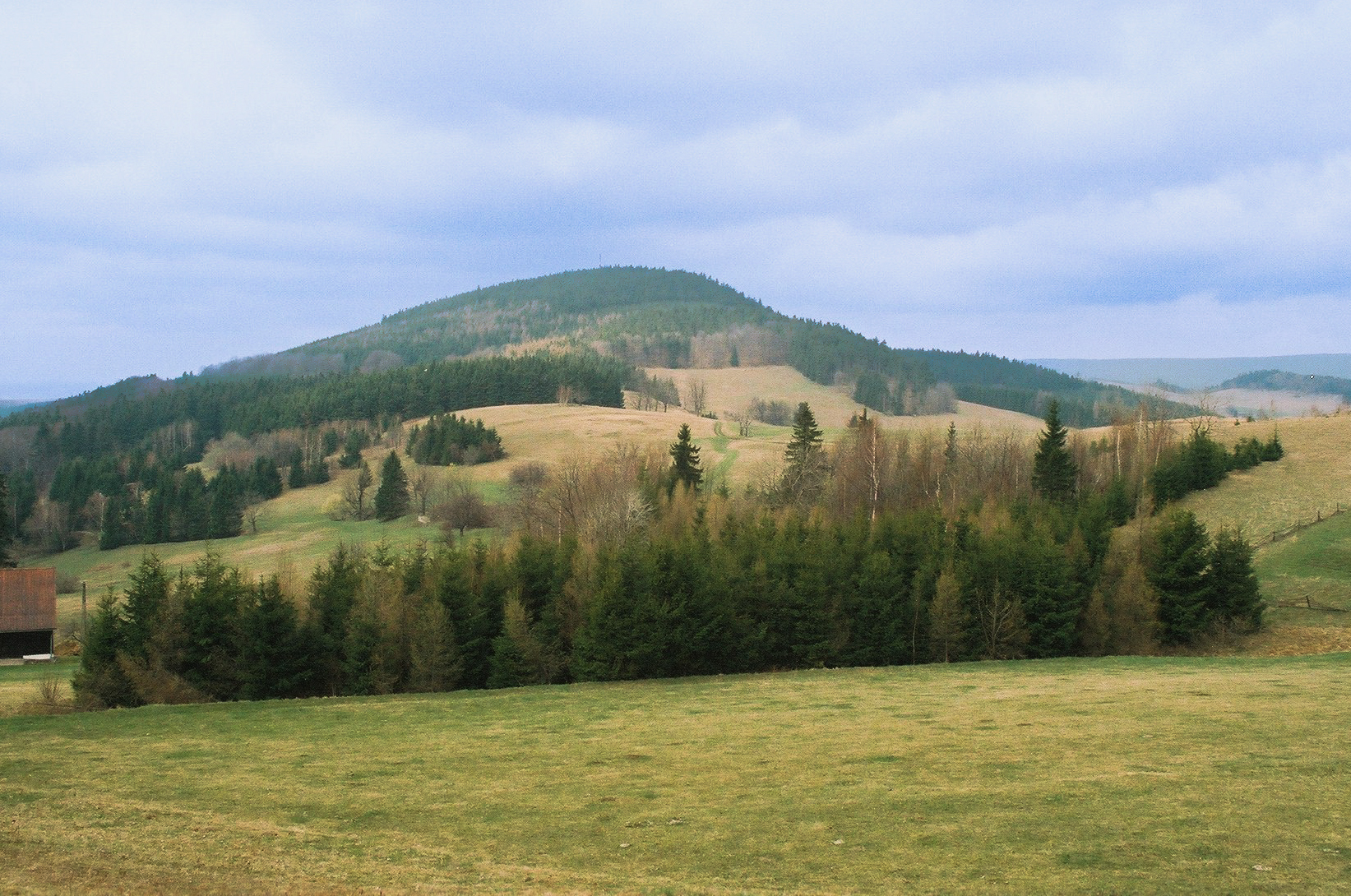
Вулкан Гроджин

Ниже приведён список вулканов, находящихся на территории Польши.
| Название    | Высота | Координаты                      | Последнее извержение     | Примечание |
| ----------- | ------ | ------------------------------- | ------------------------ | ---------- |
| Остшица     | 501 м  | 51°03′20″ с. ш. 15°45′50″ в. д. | от 3 до 4 млн. лет назад | [ 1 ]      |
| Гроджин     | 803 м  | 50°24′50″ с. ш. 16°20′00″ в. д. | —                        | [ 2 ]      |
| Волчья Гора | 373 м  | 51°06′03″ с. ш. 15°55′02″ в. д. | Неоген                   | [ 3 ]      |